# Маркус Ольсен Петтерсен
Маркус Ольсен Петтерсен (норв. Markus Olsen Pettersen; нар. 12 лютого 1999, Сотра) — норвезький футболіст, воротар фарерського клубу «Клаксвік».
Виступав, зокрема, за клуби «Бранн» та «Бранн», а також юнацьку збірну Норвегії.

## Клубна кар'єра
Народився 12 лютого 1999 року в місті Сотра. 
У дорослому футболі дебютував 2016 року виступами за команду «Бранн», у якій провів два сезони, взявши участь у 9 матчах чемпіонату. 
Протягом 2019 року захищав кольори клубу «Нест-Сотра».
Своєю грою за останню команду знову привернув увагу представників тренерського штабу клубу «Бранн», до складу якого повернувся 2019 року. Цього разу відіграв за команду з Бергена наступні три сезони своєї ігрової кар'єри.
До складу клубу «Клаксвік» приєднався 2023 року. Станом на 26 серпня 2023 року відіграв за команду з Клаксвіка 11 матчів в національному чемпіонаті.

## Виступи за збірні
У 2014 році дебютував у складі юнацької збірної Норвегії (U-15), загалом на юнацькому рівні взяв участь у 12 іграх, пропустивши 16 голів.

## Статистика виступів

### Статистика клубних виступів
| Сезон             | Клуб              | Чемпіонат         | Чемпіонат | Чемпіонат | Національний кубок | Національний кубок | Національний кубок | Континентальні кубки | Континентальні кубки | Континентальні кубки | Суперкубки | Суперкубки | Суперкубки | Усього | Усього |
| Сезон             | Клуб              | Ліга              | Ігор      | Голів     | Ліга               | Ігор               | Голів              | Ліга                 | Ігор                 | Голів                | Ліга       | Ігор       | Голів      | Ігор   | Голів  |
| ----------------- | ----------------- | ----------------- | --------- | --------- | ------------------ | ------------------ | ------------------ | -------------------- | -------------------- | -------------------- | ---------- | ---------- | ---------- | ------ | ------ |
| 2016              | «Бранн»           | ЕС                | 0         | 0         | КН                 | 0                  | 0                  | -                    | -                    | -                    | -          | -          | -          | 0      | 0      |
| 2017              | «Бранн»           | ЕС                | 1         | -2        | КН                 | 0                  | 0                  | ЛЄ                   | 0                    | 0                    | СкН        | -          | -          | 1      | -2     |
| 2018              | «Бранн»           | ЕС                | 8         | -11       | КН                 | 2                  | -1                 | -                    | -                    | -                    | -          | -          | -          | 10     | -12    |
| січ.-серп. 2019   | «Нест-Сотра»      | 1D                | 0         | 0         | КН                 | 0                  | 0                  | -                    | -                    | -                    | -          | -          | -          | 0      | 0      |
| серп.-груд. 2019  | «Бранн»           | ЕС                | 0         | 0         | КН                 | -                  | -                  | -                    | -                    | -                    | -          | -          | -          | 0      | 0      |
| 2020              | «Бранн»           | ЕС                | 3         | -6        | -                  | -                  | -                  | -                    | -                    | -                    | -          | -          | -          | 3      | -6     |
| 2021              | «Бранн»           | ЕС                | 0         | 0         | КН                 | 0                  | 0                  | -                    | -                    | -                    | -          | -          | -          | 0      | 0      |
| 2022              | «Бранн»           | 1D                | 0         | 0         | КН                 | 0                  | 0                  | -                    | -                    | -                    | -          | -          | -          | 0      | 0      |
| Усього за «Бранн» | Усього за «Бранн» | Усього за «Бранн» | 12        | –         |                    | 2                  | -1                 |                      | 0                    | 0                    |            | -          | -          | 14     | –      |
| 2023              | «Клаксвік»        | ЧФО               | 0         | 0         | КФО                | 0                  | 0                  | ЛЧ                   | 0                    | 0                    | СкФО       | 0          | 0          | 0      | 0      |
| Усього за кар'єру | Усього за кар'єру | Усього за кар'єру | 12        | –         |                    | 2                  | -1                 |                      | 0                    | 0                    |            | 0          | 0          | 14     | –      |

## Титули
Клаксвік
 Чемпіон Фарерських островів (1): 2023
 Переможець Суперкубка Фарерських островів (1): 2023